# Thế Ludlow
| Hệ/ Kỷ                                | Thống/ Thế | Bậc/ Kỳ                          | Tuổi (Ma) | Tuổi (Ma) |
| ------------------------------------- | ---------- | -------------------------------- | --------- | --------- |
| Devon                                 | Sớm        | Lochkov                          | trẻ hơn   | trẻ hơn   |
| Silur                                 | Pridoli    | không xác định tầng động vật nào | 419.2     | 423.0     |
| Silur                                 | Ludlow     | Ludford                          | 423.0     | 425.6     |
| Silur                                 | Ludlow     | Gorsty                           | 425.6     | 427.4     |
| Silur                                 | Wenlock    | Homer                            | 427.4     | 430.5     |
| Silur                                 | Wenlock    | Sheinwood                        | 430.5     | 433.4     |
| Silur                                 | Llandovery | Telych                           | 433.4     | 438.5     |
| Silur                                 | Llandovery | Aeron                            | 438.5     | 440.8     |
| Silur                                 | Llandovery | Rhuddan                          | 440.8     | 443.8     |
| Ordovic                               | Muộn       | Hirnant                          | già hơn   | già hơn   |
| Phân chia kỷ Silur theo ICS năm 2017. |            |                                  |           |           |

Trong niên đại địa chất, thế Ludlow thuộc kỷ Silur của đại Paleozoi của liên đại Phanerozoi. Thế có niên đại trong khoảng từ 427,4 ± 0,5 đến 423,0 ± 2,3 Ma BP (Mega annum before present: triệu năm trước), sau khi kết thúc kỳ Homer.
Thế được đặt tên theo tên thị trấn Ludlow ở Shropshire, Anh.
Thế Ludlow được chia thành hai giai kỳ: Gorsty và Ludford.

## Cổ sinh vật học
| Loại       | Hiện diện                  | Vị trí            | Mô tả                                    | Hình |
| ---------- | -------------------------- | ----------------- | ---------------------------------------- | ---- |
| Arctinurus | Thế Wenlock đến thế Ludlow | Châu Âu và Bắc Mỹ | Bọ ba thùy lớn (đến 30 xentimét (12 in)) |      |